# Tišnovská Nová Ves
Tišnovská Nová Ves település Csehországban, a Brno-vidéki járásban. Tišnovská Nová Ves Skryje, Újezd u Tišnova, Žďárec, Horní Loučky és Drahonín településekkel határos. Lakosainak száma 103 fő (2024. január 1.).

## Népesség
A település lakosságának változását az alábbi diagram mutatja:
| Lakosok száma | 210  | 241  | 230  | 137  | 90   | 70   | 90   | 88   | 97   | 103  |
|               | 1869 | 1890 | 1921 | 1950 | 1980 | 2001 | 2017 | 2019 | 2022 | 2024 |